# Okres Jennersdorf
Okres Jennersdorf je nejjižnějším okresem rakouské spolkové země Burgenlandu. Jeho centrem je město Jennersdorf.

## Geografický přehled
Území okresu se k jihu postupně zužuje, z 16 až na 3 km. Z Burgenlandských okresů sousedí okres Jennersdorf pouze s okresem Güssing na severu. Na západě sousedí se Štýrskem , jižní a východní hranice je zároveň také hranicí státní a to s Maďarskem (východ) a Slovinskem (jih). Na území okresu se nachází trojmezí Maďarsko-Rakousko-Slovinsko.

### Povrch okresu
Okres leží v jižní, výše položené části Burgenlandu. Nadmořská výška na většině území okresu je 200–500 metrů. Významnou řekou je hlavně řeka Raab (Rába), která protéká mimo jiné také okresním městem a teče dále do Maďarska.

## Statistické údaje
Rozloha okresu je pouhých 253 km² (pro srovnání – město Brno 230 km²). Na této ploše žije 17 376 obyvatel (srovnatelné s lidnatostí mnohých českých okresních měst). Hustota zalidnění je 69 obyv./km². Okres se skládá z 12 měst a obcí.

## Města a obce

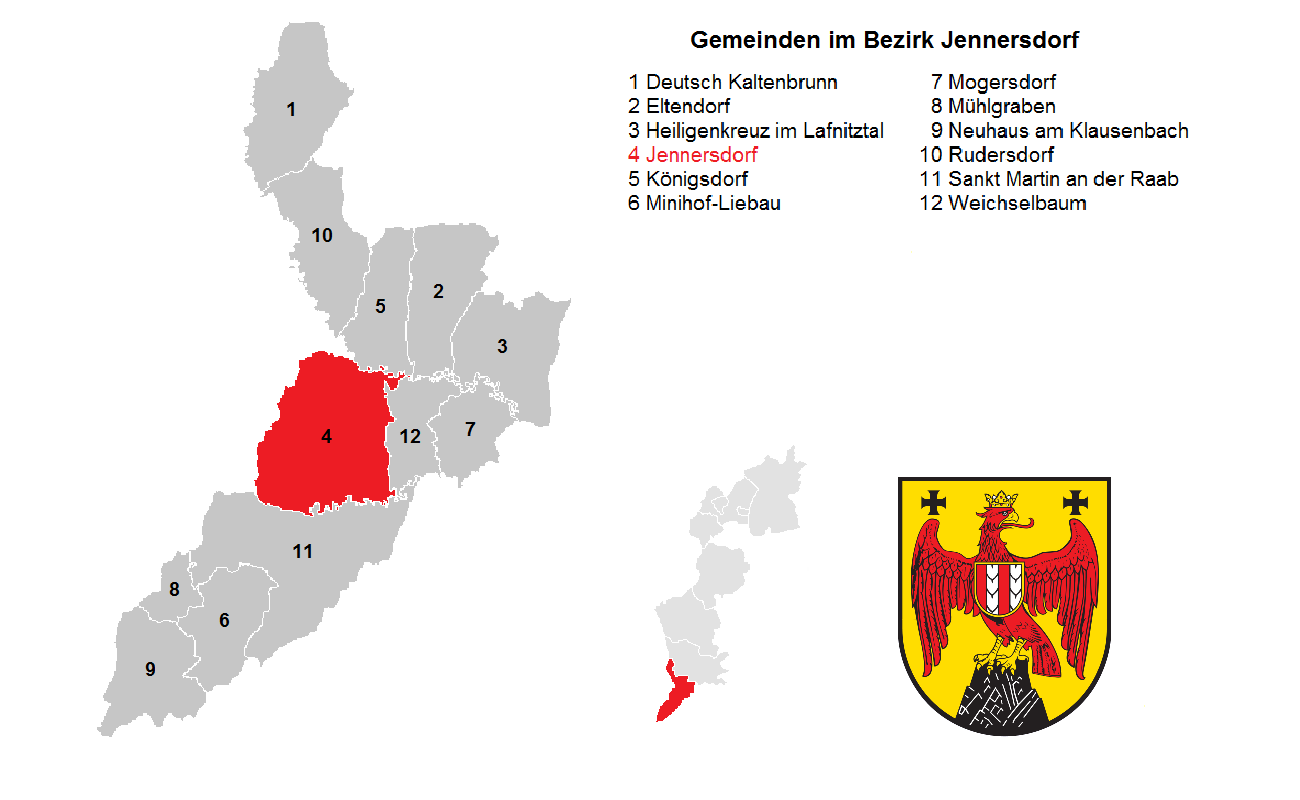
Obce v okrese Jennersdorf

| Město: - Jennersdorf Městysy: - Deutsch Kaltenbrunn - Heiligenkreuz im Lafnitztal - Minihof-Liebau - Mogersdorf - Neuhaus am Klausenbach - Rudersdorf - Sankt Martin an der Raab | Obce: - Eltendorf - Königsdorf - Mühlgraben - Weichselbaum |